# Le Bureau des légendes
Pour les articles homonymes, voir BDL.
Le Bureau des légendes ou BDL est une série télévisée française en cinq saisons diffusées et cinquante épisodes de 52 minutes créée par Éric Rochant et diffusée entre le 27 avril 2015 et le 4 mai 2020 en France sur Canal+ et en Belgique à partir du 19 novembre 2017 sur La Une.
Au Québec, elle est diffusée de 2017 à 2019 sur la chaîne payante Canal+ International, puis en clair depuis le 19 septembre 2021 sur TV5.
Un remake américain, The Agency, est diffusé en 2024. Il s'est cependant amorcé sans Éric Rochant, qui n'est plus sous contrat sur la série française, et affirme n'avoir aucun lien avec le remake américain, qui s'est fait sans lui.

## Synopsis
À la Direction générale de la Sécurité extérieure (DGSE), un département appelé le Bureau des légendes (BDL) forme et dirige à distance les agents dits clandestins. En immersion dans des pays étrangers, ils ont pour mission de repérer les personnes susceptibles d'être recrutées comme sources de renseignements. Opérant dans l'ombre, « sous légende », c'est-à-dire sous une identité fabriquée de toutes pièces, ils vivent de longues années dans la dissimulation permanente.
Guillaume Debailly, alias Paul Lefebvre, alias Malotru, revient d'une mission clandestine de six années en Syrie. En contradiction avec les règles de sécurité, il ne semble pas avoir totalement abandonné sa légende ni l'identité sous laquelle il vivait à Damas. Son histoire d'amour avec la Syrienne Nadia El Mansour va sérieusement compliquer les choses et l'amener notamment à jouer un double jeu entre la DGSE et la CIA.

## Organisation de la DGSE
La série s'appuie sur l'organisation réelle de la DGSE. Les personnages faisant partie de la hiérarchie de la DGSE sont :
- Pierre de Lattre de Tassigny, le directeur général de la Sécurité extérieure, joué par Stefan Godin.
- Marcel Gaingouin, le directeur des Opérations, joué par Patrick Ligardes.
- Le colonel Marc Lauré, dit « MAG » (Moule à gaufres), le directeur du Renseignement, joué par Gilles Cohen, supérieur direct du chef de département.
- Jean-Jacques Angel, dit JJA (James Jesus Angleton), le chef de la direction de la sécurité (DSEC) puis du Bureau des légendes, interprété par Mathieu Amalric.
- Henri Duflot, dit « Socrate », chef de département, joué par Jean-Pierre Darroussin. Ce poste est ensuite occupé par Marie-Jeanne Duthilleul, jouée par Florence Loiret Caille.

## Distribution

### Acteurs principaux
- Mathieu Kassovitz : Guillaume Debailly, dit « Paul Lefebvre », « Malotru » puis « Pavel Lebedev ».
- Jean-Pierre Darroussin : Henri Duflot, dit « Socrate »  (saisons 1 à 3, invité saisons 4 et 5)
- Zineb Triki : Nadia El Mansour (saisons 1 à 3 et 5, invitée saison 4)
- Léa Drucker : Laurène Balmes. Psychiatre. (saisons 1 à 3)
- Sara Giraudeau : Marina Loiseau, dite « Phénomène » puis « Rocambole »
- Florence Loiret Caille : Marie-Jeanne Duthilleul
- Mathieu Amalric : Jean-Jacques Angel, dit « JJA » (saisons 4 et 5)
- Jonathan Zaccaï : Raymond Sisteron. Il fait partie de l'équipe des veilleurs du Bureau des légendes et est le référent de Cyclone.
- Aleksey Gorbounov : Mikhaïl Karlov, officier supérieur du FSB dit « Kennedy » (saisons 4 et 5)

Photos des acteurs principaux
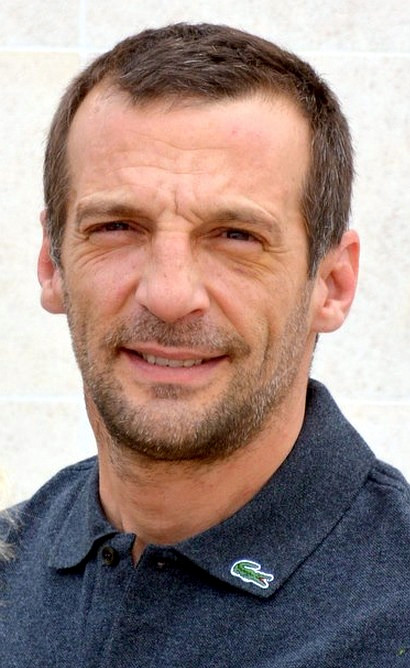
Mathieu Kassovitz interprète Guillaume Debailly, dit « Malotru ».
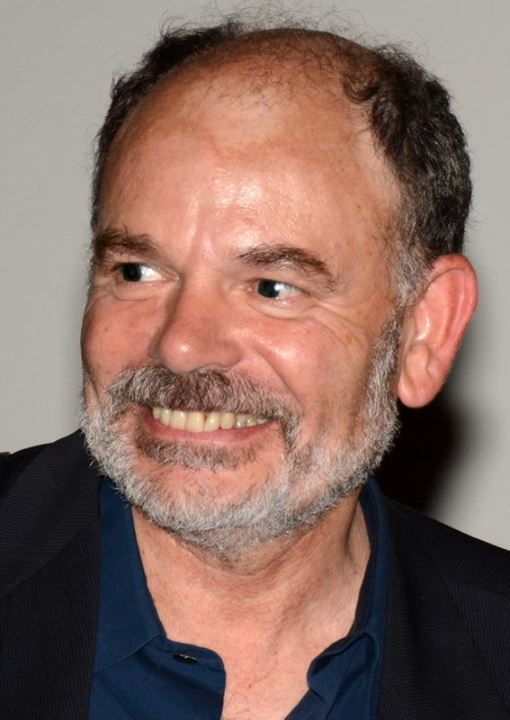
Jean-Pierre Darroussin interprète Henri Duflot, dit « Socrate ».
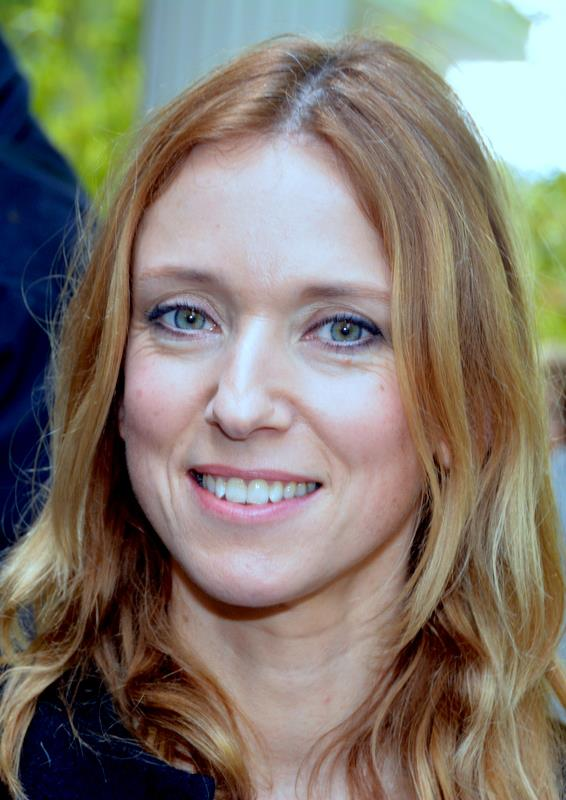
Léa Drucker interprète Laurène Balmes.
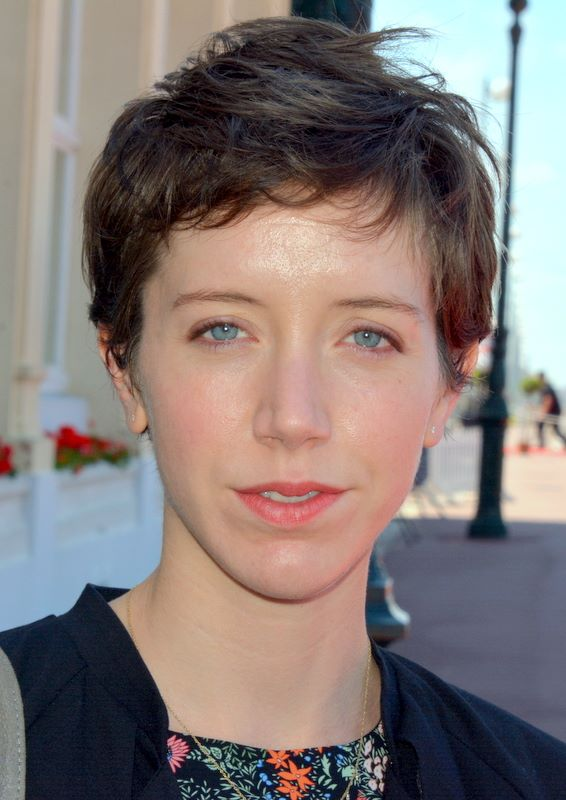
Sara Giraudeau interprète Marina Loiseau, dite « Phénomène » puis « Rocambole ».
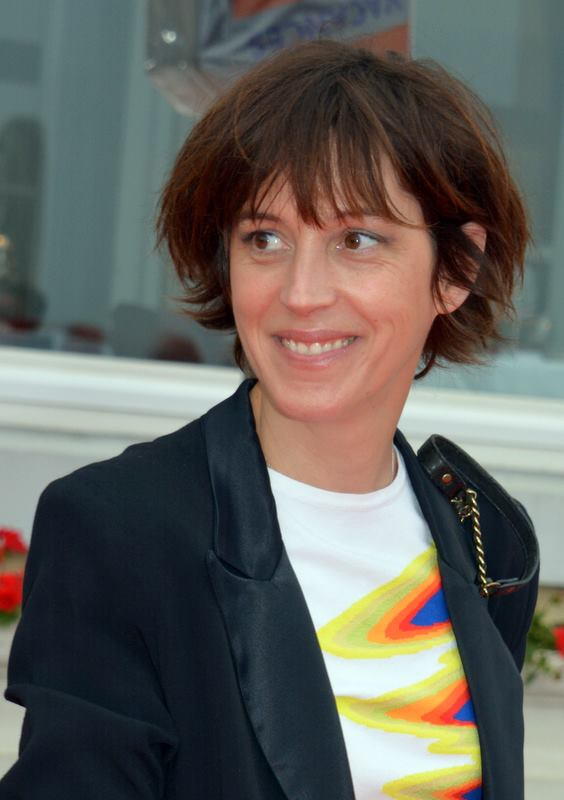
Florence Loiret Caille interprète Marie-Jeanne Duthilleul.
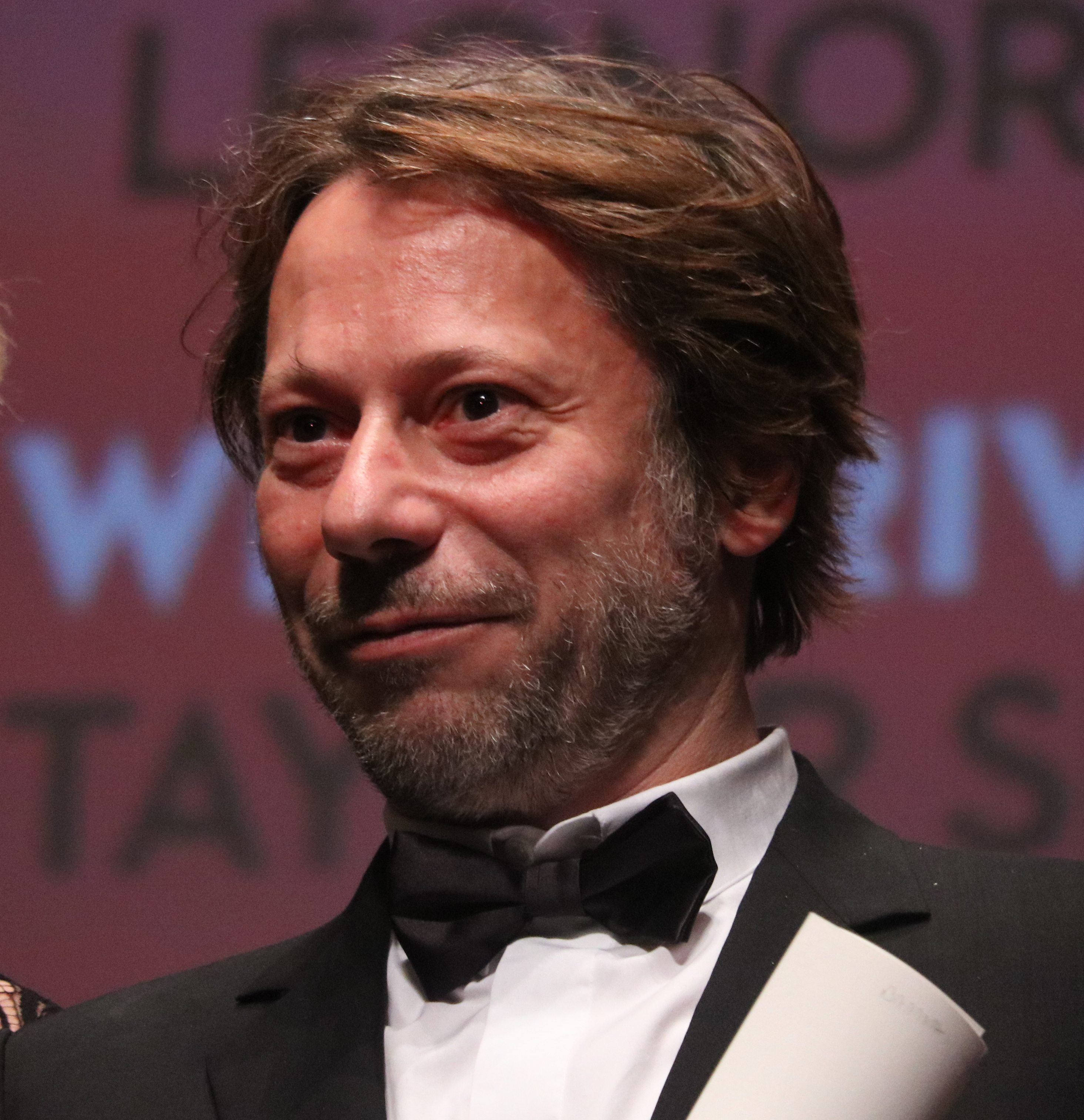
Mathieu Amalric interprète Jean-Jacques Angel, dit « JJA ».
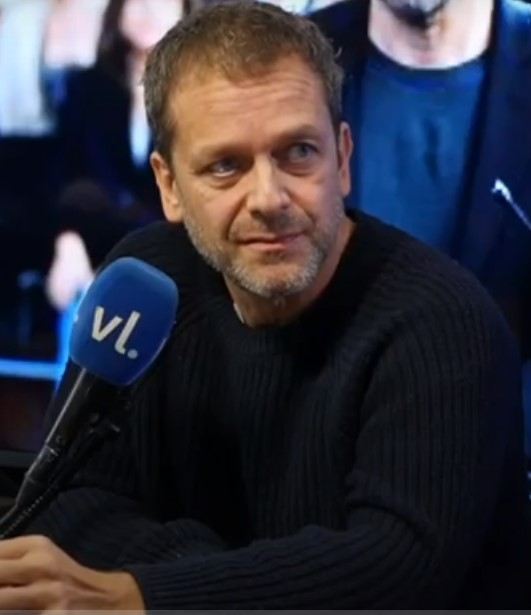
Jonathan Zaccaï interprète Raymond Sisteron.

## Fiche technique
- Création : Éric Rochant
- Réalisateurs : Eric Rochant, Hélier Cisterne, Laïla Marrakchi, Antoine Chevrollier, Jérôme Salle, Mathieu Demy, Jean-Marc Moutout, Samuel Collardey, Anna Novion, Elie Wajeman, Mathieu Kassovitz, Pascale Ferran et Jacques Audiard
- Scénaristes : Éric Rochant, Camille de Castelnau, Emmanuel Bourdieu, Cécile Ducrocq, Raphaël Chevènement, Olivier Dujols, Capucine Rochant, Dominique Baumard, Jacques Audiard, Hippolyte Girardot et Thomas Bidegain
- Production : Éric Rochant
- Producteurs délégués : Alex Berger, Éric Zaouali, Federation Entertainment, The Oligarchs Productions
- Compositeur : Robin Coudert
- Casting : Gigi Akoka
- Créateur des décors : Patrick Durand
- Costumière : Nathalie Raoul (depuis la saison 2)
- Budget : Entre 15 millions d'euros et 22 millions d'euros par saison[5],[6]
- Pays d’origine :  France
- Langues originales : Français, anglais, arabe, persan, russe
- Années de diffusion : Depuis 2015
- Diffuseur : Canal+
- Genre : Espionnage, drame

## Tournage

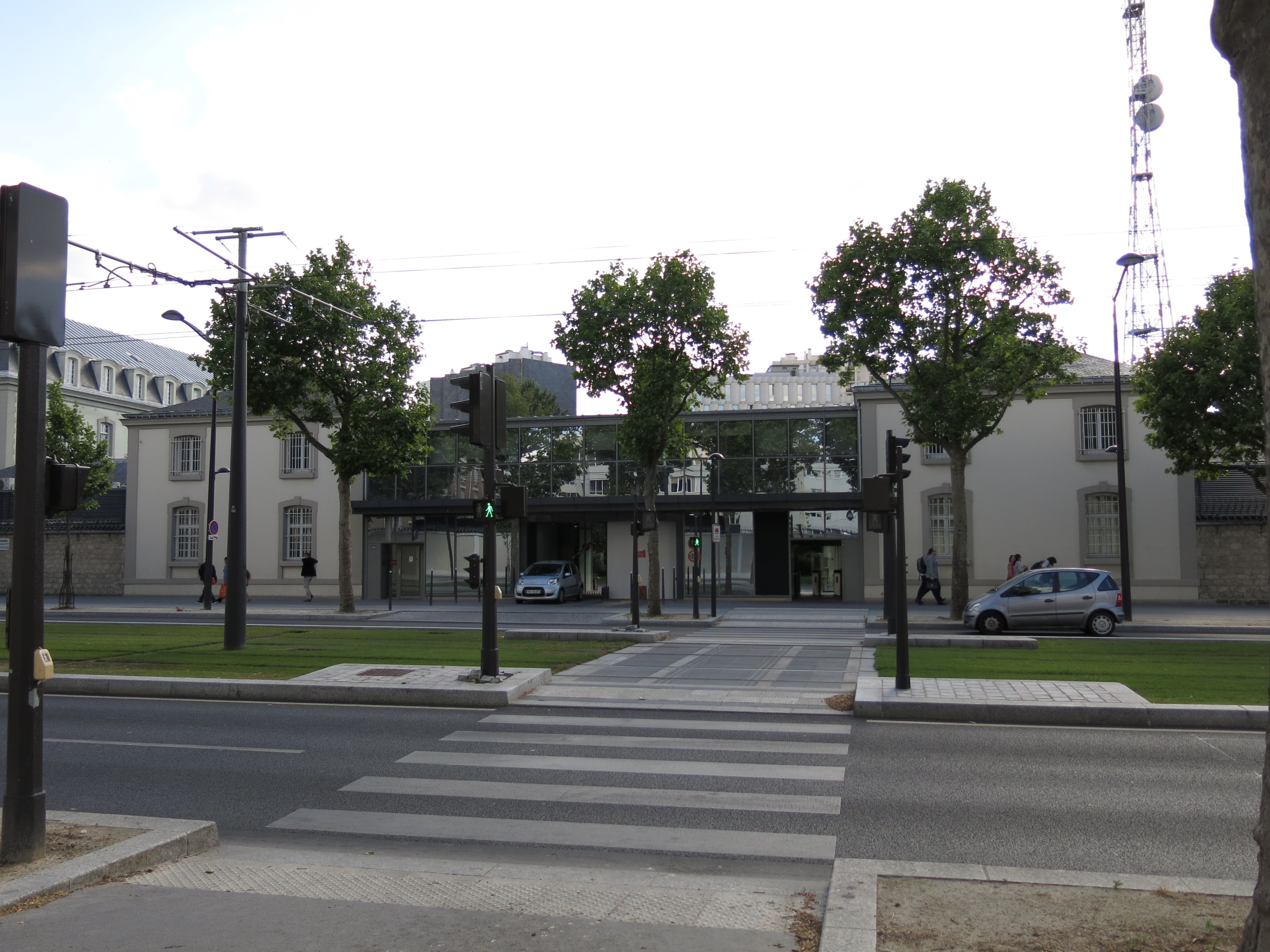
L'extérieur du 141 boulevard Mortier, siège de la DGSE, est visible dans la série.

Certaines scènes ont été tournées : 
- Seine-Saint-Denis
  - dans les studios de la Cité du Cinéma de Luc Besson à Saint-Denis
  - dans les locaux de la société Oger International à Saint-Ouen
  - Villepinte (maison d'arrêt)
- Paris
  - Paris 18e : Hôpital Bichat
  - Paris 16e : Avenue de Lamballe (Restaurant Le Tournesol)
  - Paris 14e : Boulevard Jourdan (Cité internationale universitaire de Paris)
  - dans l'École militaire
  - à l'institut de physique du globe de Paris (IPGP)
  - Boulevard Mortier (siège de la DGSE)
  - Avenue Daumesnil (l’hôtel de la Porte Dorée)
  - Paris 7e : Rue de Lille (restaurant Les Climats)
  - Paris 6e : Alliance Française de Paris, boulevard Raspail (Maison des cultures du monde)
- Azerbaïdjan
  - à Bakou (saison 3)[7]
- Maroc (saison 1 à 5)
  - à Casablanca
  - à Merzouga
- Ukraine (saisons 4 et 5)
- Russie
  - à Moscou (saisons 4 et 5)
- Égypte
  - au Caire (saison 5)
- Cambodge (saison 5)

## Saisons

### Première saison (2015)
La première saison, de dix épisodes, a été diffusée à partir de 2015.
Guillaume Debailly, alias Malotru, agent du Bureau des Légendes, est de retour de Syrie, ou il a passé six années comme clandestin sous l'identité du professeur de français Paul Lefebvre. Contrevenant au règlement, il ne s'est pas complètement séparé de sa fausse identité et commence un double-jeu, déchiré entre ses deux identités. 
Cyclone, un autre clandestin en Algérie, disparaît mystérieusement dans un commissariat à la suite de son arrestation. Cette disparition est un danger majeur pour la DGSE, leur agent ayant connaissance de plusieurs dossiers qui seraient remis en cause s'ils étaient révélés. 
Marina Loiseau, débutante à la DGSE, obtient sa première mission sous « légende » avec pour but de s'infiltrer en Iran afin de repérer de potentielles sources dans le programme nucléaire du pays. 

### Deuxième saison (2016)

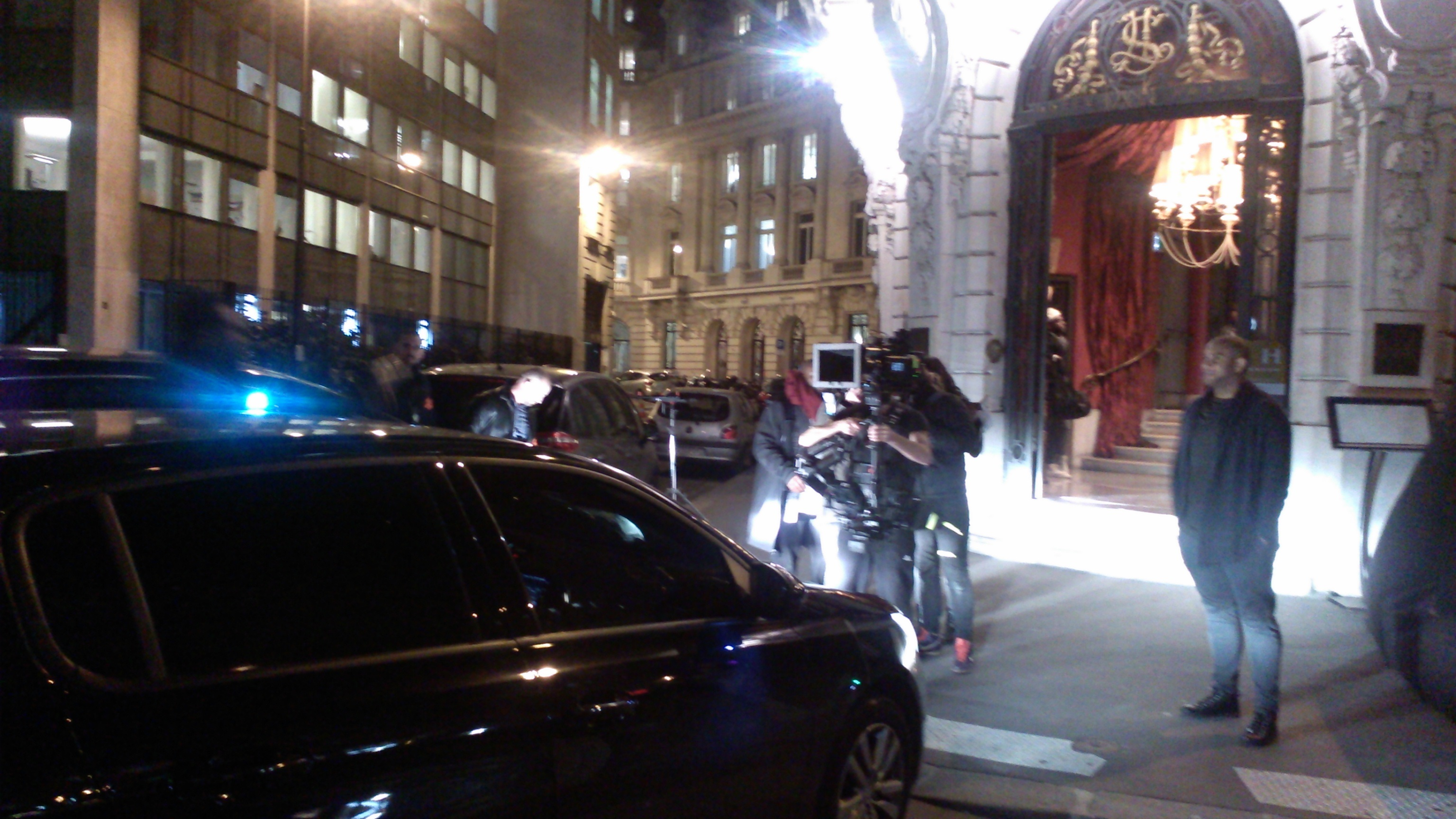
Tournage du Bureau des Légendes à Paris, rue La Fayette, 12 janvier 2016.

La deuxième saison, de dix épisodes, a été diffusée à partir de 2016.
Guillaume est maintenant une taupe pour les Américains, qui doivent en échange délivrer Nadia des services secrets syriens. Tiraillé entre la DGSE et la CIA, il tente de servir les deux causes en même temps.
Marina travaille désormais pour Reza en Iran. Elle se retrouve prise dans les conflits entre ses supérieurs, entre ses différentes cibles ainsi qu'avec les services secrets iraniens.
Un bourreau de Daech s'avère être de nationalité française. La DGSE doit le neutraliser au plus vite.

### Troisième saison (2017)
La troisième saison, de dix épisodes, a été diffusée à partir du 22 mai 2017 sur Canal +.
Malotru (Guillaume Debailly) est détenu par Daech. La DGSE, qui souhaite le récupérer, hésite sur les moyens à mettre en œuvre. Surtout, elle découvre qu'un officier supérieur de Daech, ancien officier de Saddam Hussein, pourrait agir comme taupe dans ce mouvement terroriste. Récupérer son ancien agent ou recruter une taupe, tel est le dilemme.
De son côté, Phénomène (Marina Loiseau), de retour d'Iran, hésite à poursuivre ses activités au sein du bureau. Recrutée sans le savoir par le Mossad qui se fait passer pour la DGSE, elle consent à jouer le jeu, et part en mission pour Bakou.
Nadia El Mansour rejoint la Commission européenne, où elle entend œuvrer activement pour la reconstruction de la Syrie, en instaurant un dialogue jusque-là inexistant entre les différents mouvements et factions qui y agissent.

### Quatrième saison (2018)
La quatrième saison, de dix épisodes, a été diffusée à partir du 22 octobre 2018.
Malotru est à Moscou où il est approché par le FSB. Il aimerait rentrer en France, notamment pour revoir sa fille. Il ne sait pas comment y parvenir.
Marina Loiseau est également à Moscou, en tant que chercheuse en sismologie. Sur le campus, elle fréquente le bar où se retrouvent notamment les hackers du centre 21.
À Paris, JJA met en place une enquête, menée par Liz Bernstein, pour le bureau des légendes, qu'il soupçonne d'être sous l'influence de Malotru.
En Syrie, Jonas, protégé par Jean-Paul, traque des jihadistes français qui ont pour nom de code « Iode » suivi d'un chiffre.

### Cinquième saison (2020)
La cinquième saison, de dix épisodes, a été diffusée sur Canal+ du 6 avril au 4 mai 2020. Elle s'annonce comme la dernière saison tournée par Éric Rochant, voire comme la saison ultime de la série. Jacques Audiard et Mathieu Kassovitz font partie des réalisateurs. Louis Garrel rejoint la distribution dans le rôle d'Andrea (Mille Sabords).
Malotru (Guillaume Debailly/Paul Lefebvre) a été sauvé des flammes par les Russes en Ukraine (voir dernier épisode de la saison 4) grâce à un revirement du directeur du Bureau des légendes « JJA » qui les a fait prévenir à temps. Il se remet à Moscou sous la houlette de Mikhaïl Karlov, un des officiers du FSB qui le convainc de travailler avec eux. « JJA » en déclenchant son sauvetage avait une idée derrière la tête. Il reprend contact avec Malotru pour lui demander de faire l'agent double et de travailler avec la DGSE, dans le but de recruter Karlov, nom de code « Kennedy ».
Parallèlement, Marie-Jeanne est retournée sur le terrain, agissant au Caire sous la couverture de chef de la sécurité d'un grand hôtel, Pacemaker/Sylvain Ellenstein/César travaille pour le FSB au Cambodge où il supervise une équipe de hackers, tout en renseignant la DGSE, et Mille Sabords sous couvert d'un marchand d'armes, travaille au recrutement d'un dignitaire saoudien.
Au siège de la DGSE, le patron du renseignement Michel Ponte s'interroge sur la santé mentale de JJA.

## Accueil

### Succès critique international
La saison 1 reçoit un accueil critique très positif en France. Le Monde salue ainsi « la maîtrise du sujet, de l'interprétation offerte par les acteurs (Kassovitz est parfait dans un registre sombre, mêlant force de caractère et faiblesse des sentiments), de la construction rigoureuse des arches narratives et de la gestion des rebondissements » ainsi que le « ton différent et crédible » de la série.
De même, Le Nouvel Observateur compare la série à Mad Men et félicite la série qui « met en scène avec maestria ce quotidien exceptionnel et fait vivre une équipe convaincante de héros ».
La saison 2 reçoit encore plus d'éloges. Télérama la qualifie de « captivante, subtilement écrite, mise en scène et interprétée […] une mission accomplie » et Le Figaro va même jusqu'à affirmer que « à ce jour, cette série est la meilleure jamais faite en France ».
En dehors de la France, l'accueil critique de la série est lui aussi très positif, notamment aux États-Unis. The New York Times qualifie ainsi la série d'« intelligente et subtile » et Broadwayworld en fait aussi l'éloge : « Une histoire d'espionnage captivante, racontée avec sophistication et filmée avec une aisance cinématographique ». En Norvège, la chaine NRK diffuse la saison 4 du 23 octobre au 20 novembre 2018, pratiquement aux mêmes dates que Canal+ en France, et l'audimétrie mesurée est la plus élevée depuis le début de l'année. Les dix épisodes resteront accessibles sur le site de la chaine jusqu'en octobre 2021 .
En décembre 2019, le New York Times va jusqu'à inclure Le Bureau des légendes, en troisième position — la considérant comme la série d'espionnage « probablement la plus intelligente et crédible au monde » —, dans sa liste des trente meilleures séries étrangères des années 2010 (avec deux autres séries françaises : Les Revenants, 23e, et le diptyque 3 x Manon—Manon 20 ans, 26e),.
En 2016, le Bureau des Légendes devient la série française ayant engendré le plus de revenus à l'étranger, détrônant Les Revenants. Selon Federation Entertainment, les deux premières saisons ont rapporté près de 3 millions d'euros auprès des distributeurs étrangers. La troisième saison a quant à elle déjà rapporté 700 000 euros en préachats.

### Prix

#### Saison 1
- Festival Séries Mania 2015[23] :
  - Prix du jury de la presse internationale - Meilleure interprétation masculine pour Mathieu Kassovitz
  - Nommé Prix du jury de la presse internationale - Meilleure série française
- Prix du Syndicat français de la critique de cinéma et des films de télévision 2015 : Meilleure série
- Prix de l'Association des critiques de séries (ACS) : meilleur acteur – Mathieu Kassovitz.
  - Nommé dans les catégories meilleure série et meilleur producteur (The Oligarchs productions)

#### Saison 2
- COLCOA French Film Festival[24] :
  - Prix Spécial du Jury de la meilleure série TV
  - Prix spécial du public de la meilleure série TV
- Prix de l'Association des Critiques de Séries (ACS), Meilleure Production (The Oligarchs Productions en association avec Federation Entertainment)[25]
  - Nommé dans les catégories meilleure série, meilleur réalisateur (Eric Rochant), meilleur scénariste (Eric Rochant) et meilleure actrice (Sara Giraudeau)
- Globe de cristal 2017 : meilleur(e) téléfilm ou série télévisée[26]

#### Saison 3
- Prix de l'Association des Critiques de Séries (ACS) : 
  - Meilleure série
  - Meilleur scénario

#### Saison 4
- Télérama : Les meilleures séries de 2018 : N°1
- Globes de Cristal 2018 : 
  - 3 Nominations (Meilleure série télévisée, Meilleur acteur, Meilleure actrice)

#### Saison 5
- TV France International : 
  - Prix Export Fiction 2020[27]
- Grand prix des Médias : 
  - Meilleure fiction TV[28]

## Produits dérivés
Le DVD de la saison 1 est disponible depuis le 27 mai 2015. Celui de la saison 2, le 7 juin 2016. Le Dictionnaire de l'espionnage (du bureau des légendes), écrit par Agnès Michaux, est publié le 20 juin 2017 par The Oligarchs Editions.

## Développement

### Genèse
Le bureau des légendes initialement pensé par Éric Rochant ne devait s'occuper que de la création des faux papiers et des fausses identités des individus envoyés en mission. Constatant que cela serait trop réduit pour faire une série entière, il est décidé d'agrandir l'étendue des missions de ce bureau fictif afin qu'il s'occupe également de la gestion des clandestins. Les personnages qui gèrent la création de fausses identités dans la saison 1 comme Sylvain Ellenstein sont ainsi parmi les premiers personnages à être inventés.
Le nom de certains personnages a évolué durant la phase d'écriture du scénario. Le personnage joué par Matthieu Kassovitz devait s'appeler « Pétoncle ». Il a été décidé dès le début d'appeler les personnages issus du bureau (Malotru, Phénomène, Moule à Gaufres, Cyclone, Escogriffe, Bachi-bouzouk) par des insultes et expressions favorites du capitaine Haddock.
Le personnage de Phénomène, interprété par Sara Giraudeau, polytechnicienne hypermnésique envoyée enquêter sur le nucléaire iranien, est probablement inspiré de Clotilde Reiss, ancienne étudiante de Sciences Po Lille et suspectée d'être une correspondante de la DGSE, emprisonnée en Iran après avoir effectué un stage au Commissariat à l'énergie atomique.

### Budget
Le succès croissant de la série permet à la production de bénéficier d'un budget également croissant, passant de 15 millions d'euros pour la première saison à dix-sept millions, puis dix-huit millions, puis vingt millions.

### Lien avec la DGSE
Les initiales « BB », « BE » et « JYLD » figurant en première ligne du générique de fin correspondent respectivement à Bernard Bajolet, directeur général de la sécurité extérieure d'avril 2013 à mai 2017, Bernard Émié, directeur de 2017 à 2024 et Jean-Yves Le Drian, ministre de l'Europe et des Affaires étrangères. Signe du réel soutien apporté à la série par la DGSE notamment afin de redorer son blason et satisfaire ses besoins en recrutement. La DGSE n'aurait toutefois pas participé au financement de la série.
Les scénarios sont soumis à la lecture de la DGSE avant tournage. La DGSE désapprouve un certain nombre de scènes de la saison 1 ayant lieu en Algérie, mais l'équipe de production passe outre. La scène de libération des otages par le Service action n'a pas été demandée par la DGSE, mais par Canal +.

### Réalisme
L’intrigue se présente comme la plus réaliste possible, les auteurs ayant rencontré des espions pour leur inspiration. Par exemple, l’épreuve du restaurant au début de la première saison fait partie des fondamentaux de la formation des agents du renseignement. Le virus informatique du Mossad attaquant les centrales iraniennes aurait bien existé (Stuxnet). Certains détails semblent toutefois impossibles (la durée des missions, les exploitations des communications téléphoniques, les menaces entre services secrets de différents pays…),,.

### Méthode de tournage
Le succès croissant de la série, et l'attente qu'elle suscite parmi les fans et les critiques, expliquent les précautions qui entourent les tournages. Ainsi, à propos de la saison 5, la comédienne Florence Loiret Caille déclare que « deux ou trois mois avant le début du tournage, nous recevons au goutte à goutte des courriels quasiment secret-défense avec les scénarios des épisodes ».

### Revue de presse
- Thomas Destouches, « Le Bureau des légendes. Quoi de 9 ? La traque de Malotru, l'arrivée de Mathieu Amalric, le Bureau sous investigation… Voici tout ce qu'il faut savoir sur l'excellente quatrième saison de la série de Canal+! », Télécâble Sat Hebdo no 1485, SETC, Saint-Cloud, 15 octobre 2018, p. 10-11,  (ISSN 1630-6511)